# 중국의 건축
중국의 건축은 중국에서 수천년을 걸쳐 발달한 건축 양식으로 동아시아에 영향을 미쳤다. 고대에 등장한 이래 중국 건축의 구조적 원칙은 크게 변하지 않았다. 당조부터 중국 건축은 한국과 일본, 베트남과 몽골의 건축에 주된 영향을 미쳤으며 동남아시아와 남아시아의 말레이시아, 싱가포르, 인도네시아, 스리랑카, 타이, 라오스, 캄보디아와 필리핀에도 영향을 미쳤다.
중국 건축은 좌우 대칭과 열린 공간을 에워싸는 형태, 풍수, 수평적 강조, 천문학이나 신화적 또는 일반적 상징 요소를 사용한 암시 등의 특징을 보인다. 중국 건축은 전통적으로 건축물을 파고다에서 궁궐까지 종류에 따라 분류한다. 건축 자재로 목재를 주로 사용하여, 전해지는 중국 건축의 역사적 지식은 주로 현존하는 도기 모형과 도판, 명세 등에서 유래한다.

## 중국의 목조 건축
전통적인 중국 목조건축물에서 가장 중요한 건축 재료는 목재이다. 중국 목가구조 건축은 대목작제도(大木作制度)를 기반으로 하며, 여기에는 목조 장식·기와·석공·단청 등 다른 주요한 작업 부분을 포함한다. 주요 목재 부품인 기둥·들보·중도리·상인방·까치발은 전체 구조물의 하중을 지탱하는 골격이다. 기원전 2세기 한(漢) 왕조 시대에 2가지 주요한 골조가 개발되었다. 하나는 가구식(架構式) 구조이고, 다른 하나는 보-기둥 구조이다. 정종욱은 장부이음으로 연결되어 구조의 유연성이 좋아지고, 내진성이 향상된다. 목재 부품을 사전에 제조하여 건축 부지에서 설치할 수 있으므로, 공사 기간이 상당히 단축되기도 한다.
목조건축물을 만드는 중국 전통 건축 기술은 특정한 자연 환경, 건축 자재, 기술 수준 및 사회적 이념과 상호작용하면서 중국인이 만들어온 역사의 산물이다. 중국에 거주하는 사람들은 전통 건축 기법으로 지은 건축물과 공간에 세대를 거쳐 살아왔으며, 전통 건축 기법은 이제 중국인에게 문화적 정체성이자 일종의 상징이 되었다.

### 목가구조(木架構造) 건축
중국 전역에서 볼 수 있는 전통 목가구조(木架構造) 건축물은 중국 건축 문화의 고유한 상징이다. 목가구조 건축물의 기둥·들보·중도리·상인방·까치발 등의 목재 부품은 장부(tenon, 건축 구조물의 뼈대를 이루는 한 재료의 구멍에 끼울 수 있도록 다른 재료의 끝을 가늘고 길게 만든 부분) 이음으로 연결되어 있어서 유연하고 지진에도 강하다. 이 놀라울 정도로 강한 구조의 건축물은 사전에 제작된 부품을 조립하는 방식으로 부지 위에 신속하게 설치할 수 있다.

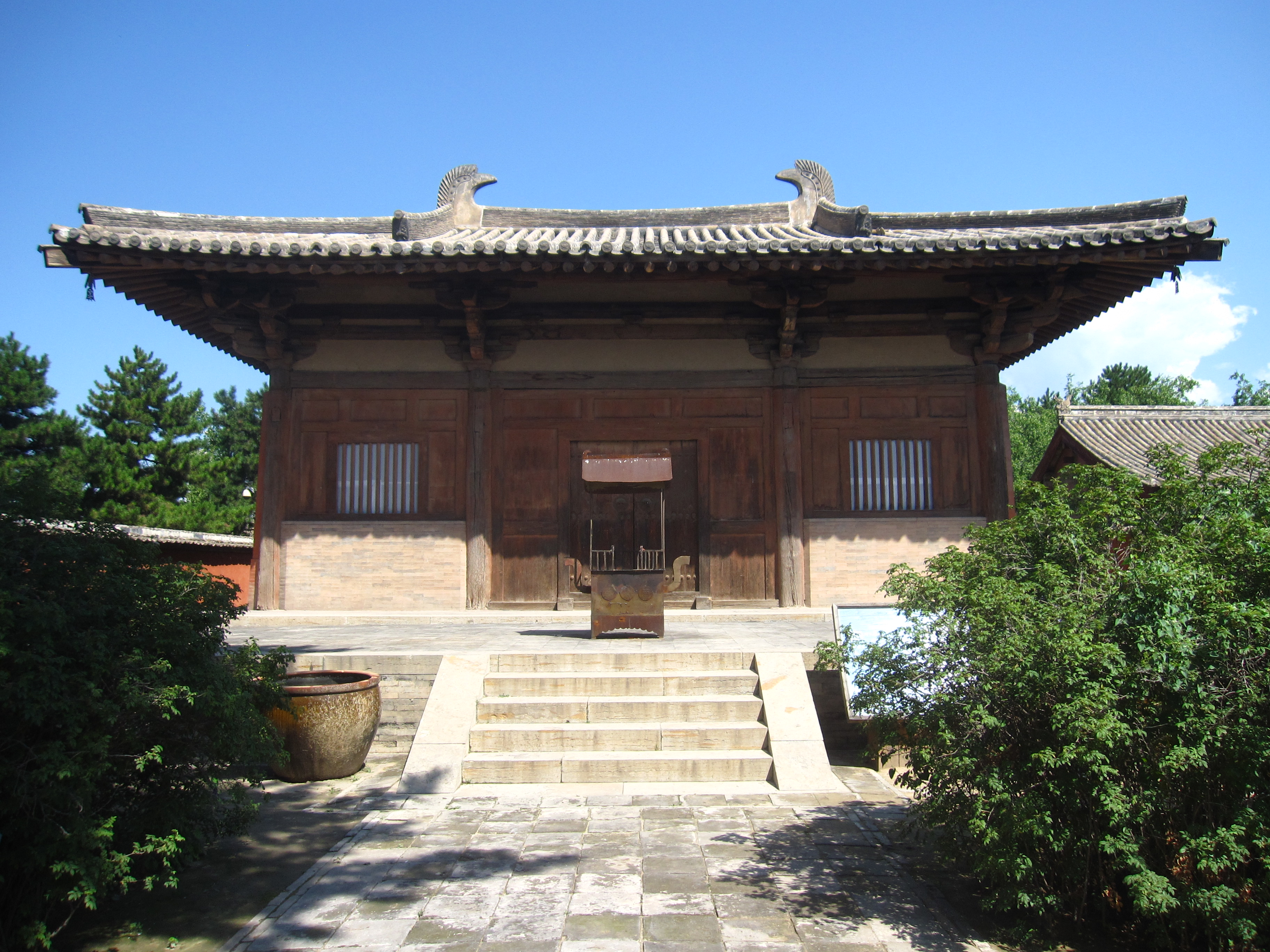

목가구조 건축물은 부속 목조물을 지탱할 수 있는 독창적 설계를 기반으로 했으며, 이는 전통 기술이 지닌 지혜를 잘 보여주는 것이다. 이 목가구조의 건축 기술 속에는 옛 중국인의 우주관, 전통 중국 사회의 계층적 구조와 인간관계가 녹아 있다. 이러한 목가구조 기술은 중국 전역은 물론 일본과 한국 등 동아시아에서 7,000년 동안 지속되어 쓰였으며, 이 기술은 문화적 정체성과 서로 다른 민족 간의 관계를 증진시키는 데 기여하였다. 전통 목가구조 기술은 고대 동양의 건축 기법을 대표할 뿐만 아니라 인류 모두에게 귀중한 무형문화유산이다.
전통 목가구조 기술은 지혜와 장인 정신의 유산을 구현하며, 전통 중국 사회가 대대로 이어온 자연과 인간관계에 대한 이해를 보여준다. 이러한 건축 방식을 보존해온 목수와 장인, 그리고 그들이 지은 공간에서 세대를 이어가며 살아온 이들에게 전통 목가구조 건축물은 중국의 정체성을 표현하는 핵심적인 시각적 요소이며, 아시아의 대표적 건축 양식으로 자리매김하고 있다.
중국 전통 목가구조 건축 기술은 중국 전역에서 찾아볼 수 있으며, 베이징(北京)·장쑤성(江蘇省)·저장성(浙江省)·안후이성(安徽省)·산시성(山西省)·푸젠성(福建省)과 소수민족이 살고 있는 서남 지역에 위치한 목조건축물이 대표적이다.

## 중국 건축의 흐름
건축 기법은 시간의 흐름에 따라 점차 발전해왔다. 여러 건축 지침서, 예를 들면 송(宋)나라의 목공 규범과 건물 기준(영조법식(營造法式))이나 명(明)나라 때에 쓰인 루반(魯班, 춘추시대의 건축가)의 건축 규칙, 청(淸) 나라의 건축 기준, 현대의 건물 원칙 등은 각 시대와 지역의 기술적인 발전을 기록하고 요약한 것이다. 중국 건축 장인들은 지난 수천 년 동안 건축에 대한 풍성한 경험을 축적해왔다. 이들의 고유하고 체계적인 방법과 기술은 금기와 문화적 의례에 대한 고려 이외에도 골조의 양식, 각 부분의 제조 방법, 연결부와 세부 처리 등에서 나타난다. 이 문화유산의 전수자인 장인들은 목수·기와공·석공과 같이 서로 다른 유형으로 분류된다. 건축 기술은 수 세대를 거쳐 오늘날까지 스승 - 도제 방식으로 전승되어왔다.
19세기 후반부터 서양 건축 기술이 중국에 들어왔고, 이에 따라 중국 전통 목가구조 기술은 그 적용 범위에 큰 영향을 받았으며, 종사자들도 줄고 있다. 전통 건축 기술의 일부는 소멸되었거나, 또는 사라질 위기에 처해 있다. 오늘날 전통 목가구조 기술은 사원과 궁궐을 전통적 양식으로 건축하는 데 쓰이거나, 또는 옛 건물을 수리하는 데 주로 이용된다.

## 중국의 전통 가옥
중국은 광활한 영토에 다양한 기후와 민족이 분포하고 있어 그에 따른 전통 가옥의 형태도 다양하게 나타난다. 세상의 모든 가옥 형태가 중국에 다 모여 있다고 해도 될 만큼 중국의 전통 가옥은 지역적 조건 민족에 따라 각기 다르다. 중국의 전통 가옥은 기본적으로 북부 지방의 베이징을 중심으로 하는 한족의 사합원 형식을 따르고 있다. 가옥의 구조를 살펴보면 동서남북은 방으로 둘러싸고, 중앙에는 네모난 정원을 두었다. 하지만 이것도 각 지역의 지리적 조건에 맞게 형태나 그 기능이 조금씩 다르다. 예를 들면, 기온이 낮은 북부 지역의 사합원은 정원을 크게 만들어 최대한 햇빛을 많이 받게 하였고, 기온이 높은 남부 지역의 사합원은 정원을 작게 만들어 시원한 그늘을 확보하였다.

### 토루
중국의 남부 지역에서는 사합원 가옥의 기본 형식을 따르면서도 강한 햇빛을 피하기 위해 벽을 높이 쌓고, 집 내부에는 최소한의 햇빛만 들어오게 한 독특한 형태의 주택이 발전하였다. ‘토루(土樓)’라고 불리는 이 주택은 중국 객가(Hakka-客家)족의 전통 가옥이다. 객가족은 중국 남부 푸젠성과 광동성에 주로 사는 민족이다.
토루에는 ‘하늘은 둥글고 땅은 네모나다’는 고대 중국의 우주관이 반영되어 가장 자리에 원형으로 건물이 들어선다. 원형 건물 가운데에는 우물, 식량 창고 등 여러 사람들이 함께 사용하는 시설물이 들어서고, 주민들이 축제 등을 여는 공동의 공간으로 사용한다.
토루가 생기게 된 것은 사람들이 따로 떨어져 사는 것보다 같이 모여 사는 것이 더 나았기 때문이었다. 적들과의 싸움에 대비한 방어의 필요성때문에 토루의 바깥벽을 보면 창문이 거의 없고 구멍 정도만 보인다. 객가족은 토루 아래로 깊게 땅을 파서 땅속으로 굴을 파고 들어오는 적에도 대비했고, 대문 위에 물을 담아 불을 이용한 적의 공격에 대비하도록 했다.
토루의 가장 특이한 점은 바로 아파트와 같은 집단 주택이라는 것이다. 일반적으로 직경이 약 50미터인 원형의 토루에는 약 100여개의 방이 있고, 30~40가구가 지내며, 최대 200~300명까지 함께 살 수 있다. 객가족은 이와 같이 밖으로는 외적을 막고 안으로는 공동체의 결속을 다지는 데 가장 적합한 주거 공간을 이루고 살았다. 중국 푸젠성에 남아 있는 토루는 그 독특한 가치를 인정받아 2008년 유네스코 세계 문화 유산으로 지정되었다.

## 중국의 고대 건축
중국의 고대 건축은 기본적으로 나무를 재료로 하여 축조한 토목건축이주를 이루었다. 토목건축은 실용성을 갖추어 인간 삶을 편리하게 함과 동시에 예술성을 가미하여 자연과의 조화를 강조하면서 발전해 왔다. 이처럼 실용성과 예술성을 겸비한 고대 건축물로는 교량, 도성(都城), 제방, 원림 등이 있다

### 교량
가장 간단한 교량은 물 위에 나무를 놓아 건너다닐 수 있도록 만든 것이다. 중국 고대의 교량은 단지 건너다닐 수 있도록 하는 기본적인 기능에 그치지 않고, 그 속에 장인들의 인문 정신이 응집되고 자연과의 조화를 이루어 중요한 예술적 특징을 지닌다.
고대 교량은 주나라와 진나라 때에 이미 부교(浮橋), 양교(梁橋), 삭교(索橋)로 불리는 세 종류의 교량이 건축되었다.

#### 부교(浮橋)

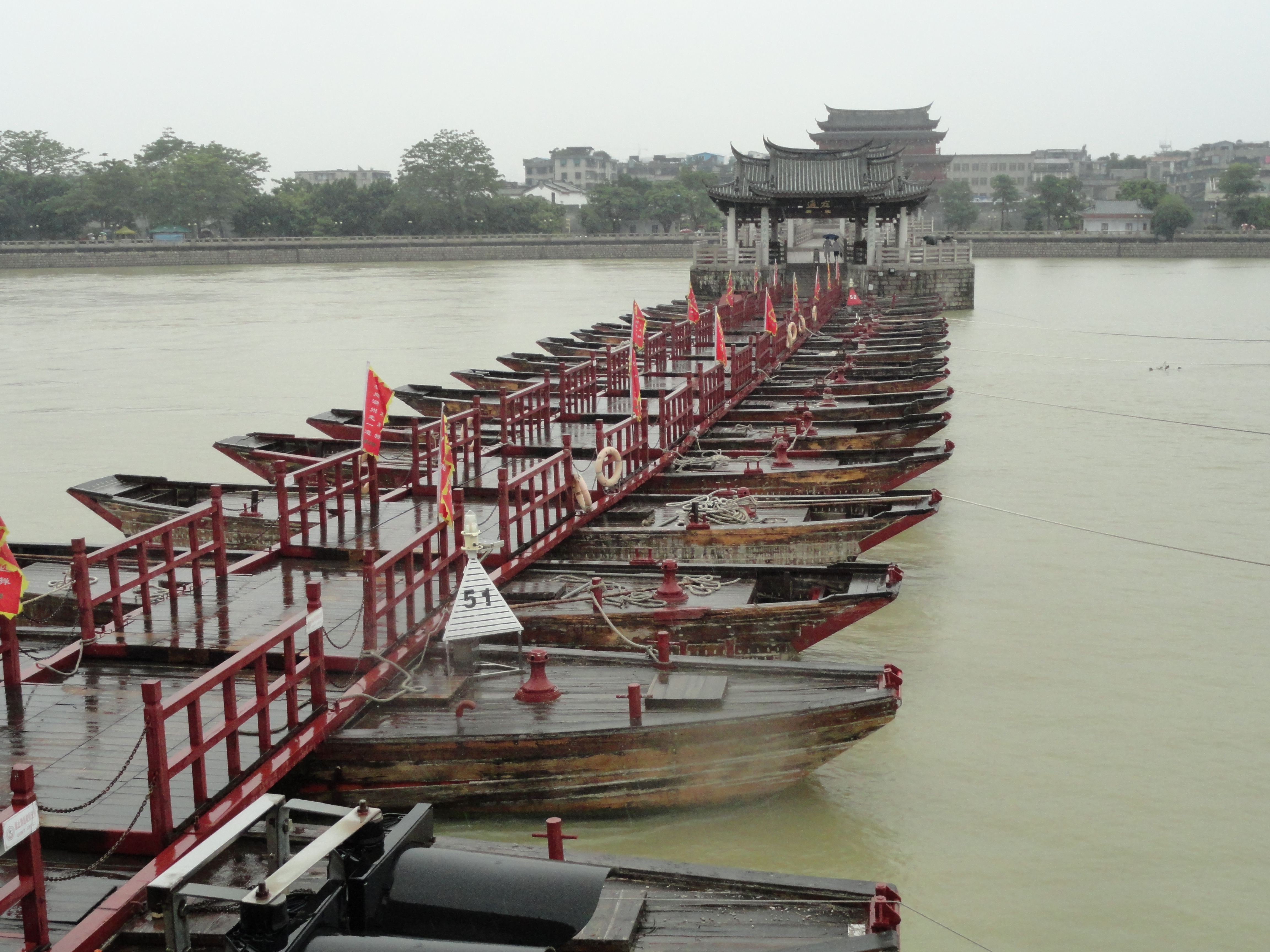

부교는 큰 강이나 강 폭이 넓은 수면에 목선(木船)이나 물 위에 뜨면서 연결가능한 물체를 교각으로 하여 양쪽 기슭을 잇게 하는 교량이다.

#### 양교(梁橋)
양교는 들보를 다리 기둥에 걸쳐놓은 교량을 말하며, 외형이 곧기에 가설이 쉽다. 가설 재료에 따라 죽량교(竹梁橋), 목량교(木梁橋), 석량교(石梁橋)로 나뉘는데, 대나무나 나무로 가설한 교량은 쉽게 만들 수 있는 반면에 그 생명이 짧다는 단점이 있다.

#### 삭교(索橋)
삭교는 대나무 줄기, 등나무 줄기, 쇠줄 등으로 이어 만든 다리로, 유속이 빨라 교각을 만들기 어려운 험준한 계곡이나 절벽 등에 많이 건설

### 도성(都城)
도성은 각 왕조의 정치적 기반인 만큼, 새로운 왕조가 건설될 때마다 통치자들은 도성의 건설을 가장 중요한 임무로 여겼다. 도성의 건설은 왕조의 정치·경제·문화 등 각 방면에 중요한 영향을 끼쳤으며, 아울러 사회경제의 발전과 정치제도의 변화 그리고 군사적 필요에 따라 부단히 변화 발전하였다.
도성은 통치자의 안전을 보장하기 위한 성(城)과 백성을 보호하기 위한 곽(郭)으로 이루어졌다. 일반적으로 바둑판 모양으로 궁성(宮城), 내성內城(황성皇城), 외성(外城)이라는 3개의 성벽 구조로 지어졌는데, 이것이 이후 성곽 건축의 표준이 되었다. 도성은 기본적으로 한 방향을 바라보고 있으며 사방에는 세 개의 문으로 구성되어 있다.

### 제방
대표적인 제방으로는 청두(成都)의 두장옌(都江堰), 산시(陝西)의 정국거(鄭國渠), 구이린(桂林)의 링취(靈渠)가 있다.

#### 두장옌
두장옌은 진나라 때 축조된 대형 수리사업의 대표작이자 현존하는 가장 오래된 제방시설이다. 진나라 사람으로 촉(蜀) 지역의 군수를 지낸 이빙(李冰)은 해빙기에 물이 범람하는 것을 막는 방법으로 단순히 둑 건설이 아닌 하나의 수로를 개척하는 방식을 취하여 물길을 조절하였다. 2000년도에 세계문화유산으로 지정된 두장옌은 고도의 축조 기술과 과학적 지식이 결합되어 오늘날까지 사용되고 있다.

#### 정국거
정국거는 한나라의 토목기술자인 정국이 진나라의 국력을 소모하게 할 목적으로 진행한 관계용수 사업이었다. 진나라가 막대한 토목공사로 인하여 전쟁을 생각하지 않거나 재정적 파탄이 올 것이라 예상했지만, 그 비밀계획이 발각되어 실패했을 뿐만 아니라 오히려 진나라의 전국 통일을 촉진시키는 결과를 낳았다.

#### 링취
링취는 진시황이 월(越)나라를 정복하기 위해 만든 제방으로, 창장(長江)의 상장(湘江)과 광저우의 시장(西江)을 연결하는 지역의 산허리에 축조되어 있다. 32km에 달하는 링취 제방은 중원과 남부를 오갈 수 있는 수로 역할을 할 뿐만 아니라 경제와 문화 교류의 촉진제 역할을 하였다.

### 원림
원림은 인위적인 조경 작업을 통하여 만든 정원과는 달리 자연을 거스르지 않고 적절하게 배치해 건축이 대자연과 하나가 되는 공간을 만드는 것을 말한다. 중국 고전 원림은 함축과 변화, 그리고 굴곡을 강조하여 원림 내부의 건축이 자연경관과 융합하여 조화를 이룬다. 이처럼 중국의 전통적인 원림은 비록 사람이 만들었으나 마치 하늘이 만든 것처럼 느끼게 하는 '천인합일(天人合一)'의 특징을 드러내고 있다.

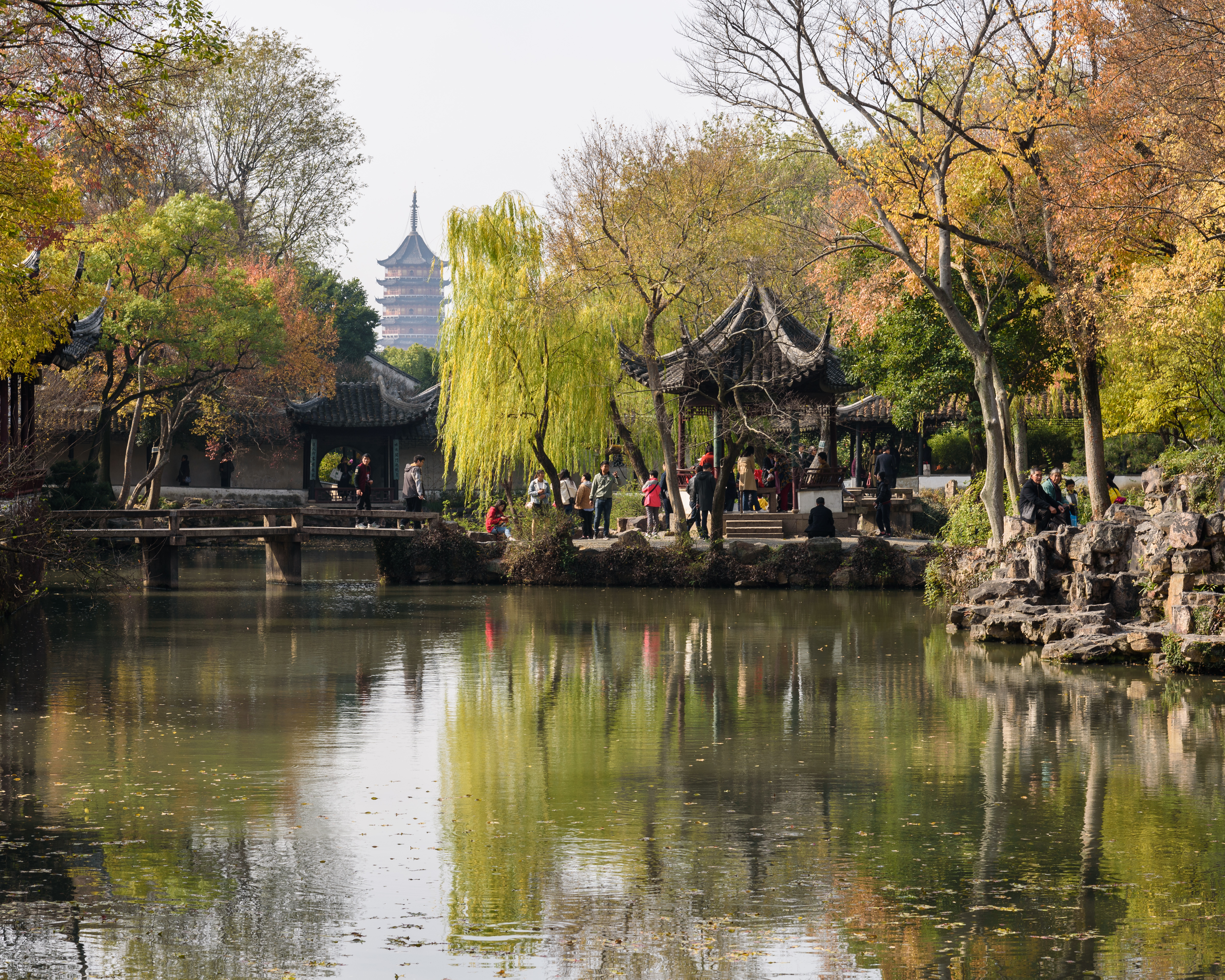

중국 고대 원림은 북방의 황실 원림과 남방의 개인 원림으로 나뉜다. 북방의 황실 원림은 황제의 거주나 연회, 그리고 사냥 등의 목적으로 사용되어 주로 산이나 호수에 지어졌기 때문에 그 규모가 큰 편이다.
남방의 개인 원림은 위진남북조시대에서부터 성행하였다. 당시 문인과 선비들이 전쟁을 피해 세상을 등지고 산수와 더불어 지내기를 바란 것에서 출발하여 자신만의 고유한 정취를 드러낼 수 있는 원림을 만들기 시작하였다.

## 같이 보기
- 중국 정원
- 후퉁
- 잡상
- 상하이시
- 쓰허위안